# Mosshammer Román
Mosshammer Román (Bécs, 1868. január 10. – Budapest, 1920. szeptember 15.) osztrák-magyar hárfaművész és hárfatanár, Mosshammer Ottó hárfás bátyja.

## Élete
Családja salzburgi gyökerekkel rendelkezett, de a Mosshammer fivérek már Bécsben születtek. Apjának szállodái voltak, anyja családja a selyemiparban volt érdekelt. Ezen az ágon rokona volt Hans Makart (1840–1884) osztrák festő.
Kezdetben hegedült, majd 13 éves korától a Bécsi Konzervatóriumban zongorázni és hárfázni tanult. A zeneelméletet Anton Brucknernél, a hárfát Antonio Zamaránál tanulta. Mint kimagasló tehetség Stefánia királyi hercegnő támogatását élvezte, első koncertjét is az ő jelenlétében adta 15 évesen. Az iskolát kitüntető éremmel végezte el.
Ezt követően katonáskodott, majd Carl Michael Ziehrer zenekarával hangversenyezett Európa-szerte. Fellépett többek között Brünnben, Laibachban, Pozsonyban. 1888-ban Párizsban megnyert egy nemzetközi hárfaversenyt. 1889-ben Gustav Mahler, a budapesti Operaház akkori igazgatójának a meghívására Magyarországra jött. Az Opera első hárfása lett, s haláláig a társulat tagja maradt.
Kisebb megszakításokkal 1898 és 1920 között a budapesti Zeneakadémia hárfa tanszakát is vezette, és tanított a Nemzeti Zenedében is. Tanszéki elődje a szintén osztrák és ugyancsak Zamara-tanítvány Alfred Kastner volt, aki később Angliában telepedett le és szerzett világhírnevet. Kinevezésekor 300 Ft volt az éves tiszteletdíja. Az 1918/1919-es tanévben – talán betegsége miatt – leváltották, erre az időre legtehetségesebb tanítványa, Revere Gyula helyettesítette. Tanítványa volt Guttmann Márta, akit 14 évesen az elsők között vettek fel a Zeneakadémia 1911-ben indult speciális művészképző tanszakára. A fiatal hárfás az első diplomát szerzett női hárfás lett Magyarországon.
Zenekari munkája mellett szólistaként is gyakran szerepelt. Idős kora és elismertsége ellenére egy ízben például az akkor még 19 éves hegedűvirtuózzal, a később világhírűvé lett Koncz Jánossal is fellépett.
1894-től rendszeres meghívott volt Bayreuthban, és a Wagner-családdal baráti kapcsolatba került. Mint bayreuthi hárfás, világhírnevet szerzett, s feltehető, hogy a hazai Wagner-kultusz kiterjesztésében is jelentős szerepe vállalt. Játszott „a Wagner-ciklusban, a Tannhäuserben, a Lohengrinben, a Parsifalban és a Nibelungen-tetralógiában” (Zenelap).
Baráti kapcsolata volt Strobl Alajos szobrászművésszel, akinek epreskerti műtermében is megfordult, és aki portrészobrot készített róla. Az alkotás idején fényképfelvételek készültek, melyeken a készülő szobor, illetve a művészek láthatók. A mellszobor a rendszerváltás után családi ajándékozás révén a Magyar Állami Operaház tulajdona lett, számos Mosshammer-fényképpel, levéllel, plakáttal együtt.
Fiatalon, ötvenkét éves korában hunyt el. A családi emlékezet szerint öröklött gyomorbaja volt. A Kerepesi temetőben ravatalozták fel, s 1965-ig a 38. parcellában lévő sírhelyen nyugodott, majd leánya, Mihálkovics Árpádné, Mosshammer Margit sírjában helyezték végső nyugalomra.

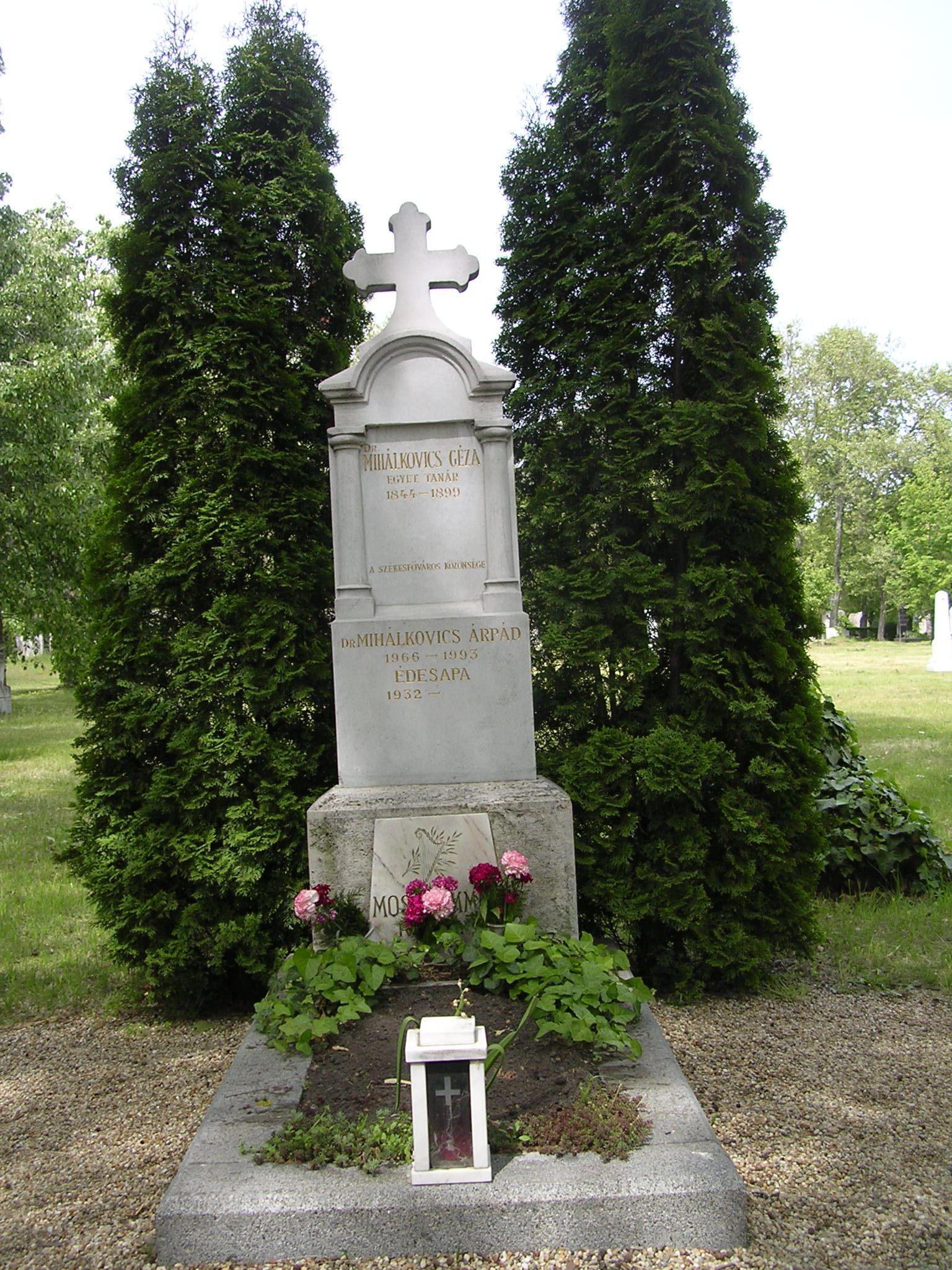
Nyughelye a Fiumei úti sírkertben (28/díszsor-5.)

## Emlékezete
A Mosshammer fivérek jelentős hatást gyakoroltak a magyar hárfaművészet alakulására, ketten együtt csaknem félévszádon át voltak a meghatározó alakjai: „A művészi hárfajáték fogalma hazánkban összeforrott a Mosshammer-névvel. A Mosshammer testvérek: Román és Ottó nálunk e hangszer művészetének úttörői mint szólisták s ugyanakkor mint legkiválóbb zenekaraink európaszerte méltányolt erősségei s különösen pedig mint a hárfa első főiskolai professzorai.” (Muzsika)
Bár a róla emlékezők elfelejtik megemlíteni, kétségtelen, hogy pedagógiai munkájának legfontosabbja az öccsére való hatása volt. Ő volt az, aki a Nyugat-Európában és Amerikában jelentős sikereket elért fiatal Ottót Magyarországra hívta, bevonta a főiskolai oktatásba, s beajánlotta Bayreuthba és a magyar Operaházba.
Mint zeneszerző számos átiratot, kisebb darabot és egy Zenekari tanulmányok c. művet is írt. Bár a közönség ezeket már nem ismeri, a hárfatanításban ma is felhasználják őket. Ahogy kézzel jegyzetelt kottáit is, melyeket a főiskolai könyvtár kapott meg.
A nemzetközi hárfás szakirodalomban mint egykori neves bayreuthi hárfást említik. A Morley Harps hárfagyártó cég Mario Lorenzi és az ő útmutatásai alapján épített a fesztivál részére egy hangszert, ami akkoriban a világ legnagyobb, szerkezetileg a legerősebb hárfájának számított.
Román jelentős nemzetközi karriert adott fel, és öccsével együtt igazi magyarrá lett. Ezt a körülményt korábbi méltatói nem hangsúlyozták.
Strobl Alajos által mintázott szobra a Magyar Állami Operaház Dalszínház utcai bejáratán megközelíthető emeleti szoborpanteonban látható.